# Poseidon-Heiligtum von Kalaureia

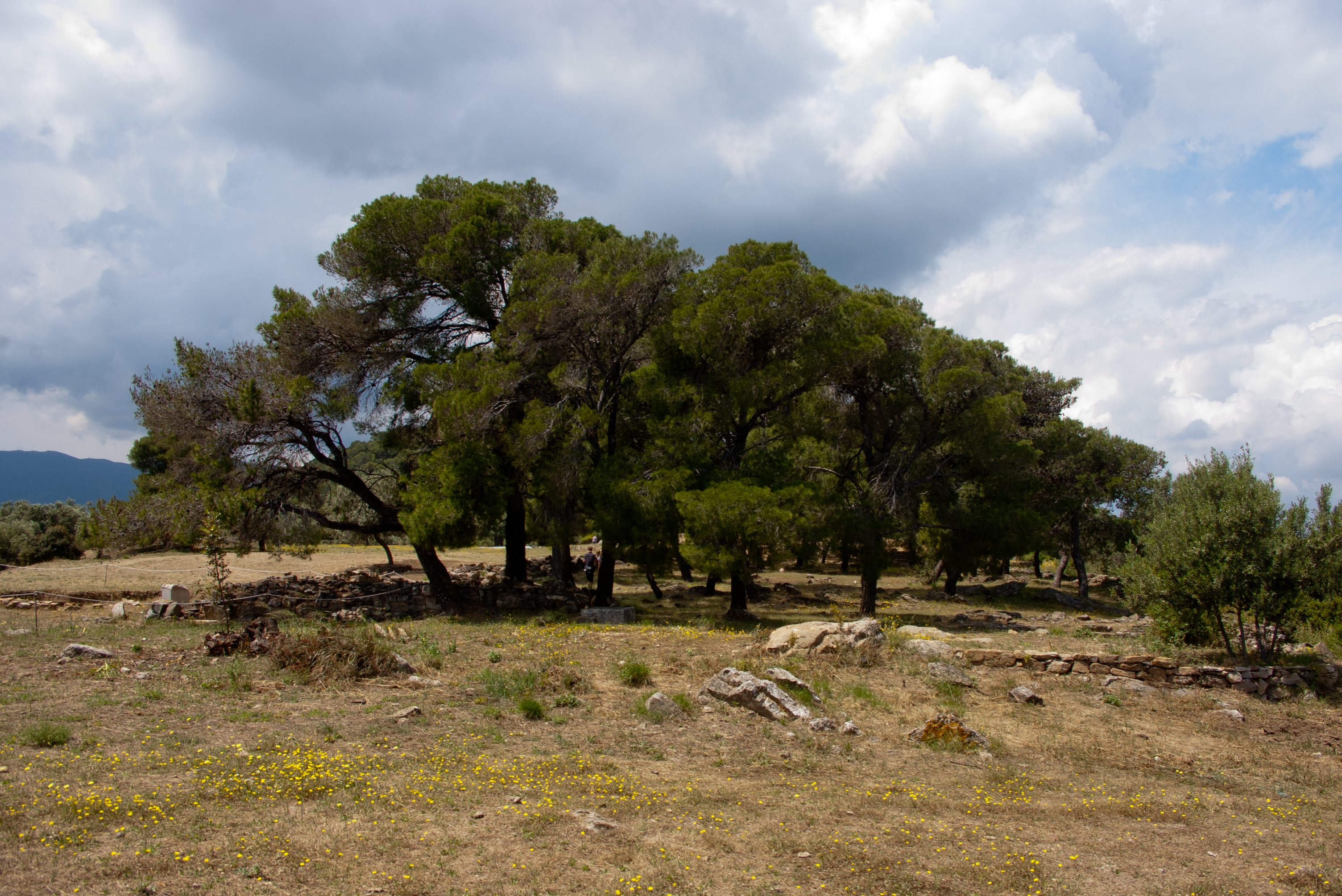
Blick von Osten auf den Tempelbezirk

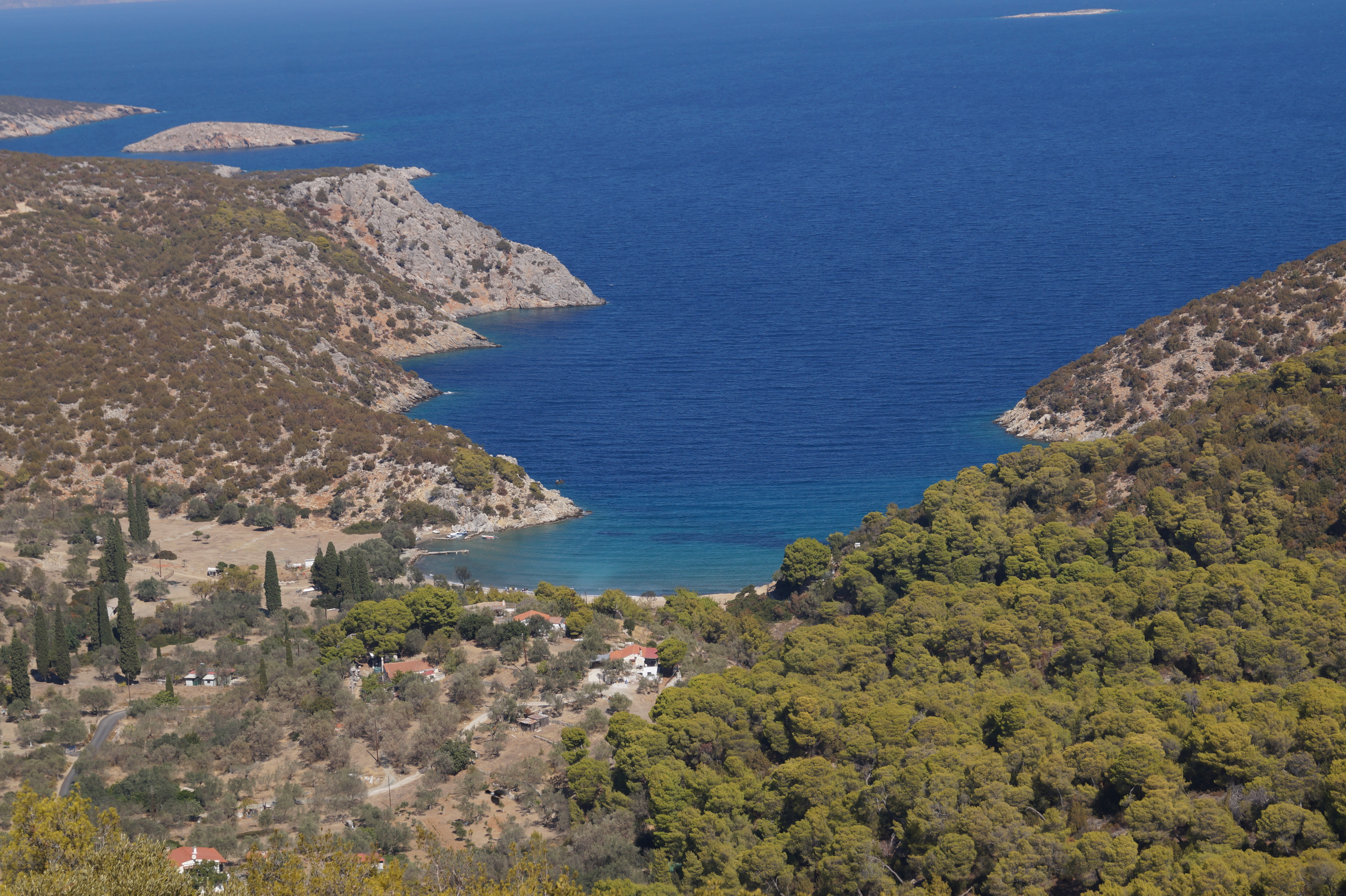
Der Strand von Vagonia, der ehemalige Hafen von Kalaureia

Das Poseidon-Heiligtum von Kalaureia (griechisch Ιερό του Ποσειδώνα στην Καλαυρεία) war das zentrale Heiligtum der Amphiktyonie von Kalaureia.

## Lage
Die archäologische Stätte des Poseidon-Heiligtums von Kalaureia liegt auf dem etwa 190 m hohen Plateau Palatia (griechisch παλάτια = Paläste) auf der Insel Poros. Der antike Ort Kalaureia, nach dem der Nordteil der Insel heute auch Kalavria genannt wird, erstreckte sich südlich des Heiligtums. Von dem Ort, der zwischen den beiden höchsten Erhebungen Vigla und Profitis Ilias lag, konnte der Saronische Golf überblickt werden. Der Hafen von Kalaureia lag etwa 900 m nördlich an dem Strand von Vagionia.

## Geschichte
Die ersten Siedler kamen zur spätmykenischen Zeit um 1200 v. Chr. (SH III C). Möglicherweise flohen sie während unruhiger Zeit an diesen abgelegenen Ort. Sie lebten wahrscheinlich von Ackerbau und Viehzucht. Doch schon nach einer oder zwei Generationen wurde die Siedlung wieder aufgegeben. Spärliche Funde aus  Protogeometrischer und Frühgeometrischer Zeit deuten darauf hin, dass es zu dieser Zeit hier keine Siedlung gab.
Ab 750 v. Chr. entstand eine neue Siedlung, wie zahlreiche und weitverstreute spätgeometrische Tonscherben belegen. Auch ein Mauerzug und ein Lehmboden aus dieser Zeit kamen im Südwesten des Heiligtums zum Vorschein. Ende des 8. Jahrhunderts entstand wohl das erste Heiligtum und schon in archaischer Zeit gab es am Ort des späteren Tempels keine Wohnhäuser mehr. Aus dieser Zeit fanden sich bisher keine Wohnhäuser, aber vermutlich lag die Siedlung in unmittelbarer Umgebung. Wahrscheinlich um 650 v. Chr. wurden ein erster Tempel mit Umfassungsmauer und der Vorgängerbau des Propylaions errichtet. Von diesem wurden jedoch nur Dachziegel entdeckt. Zeitgleich wurde auch die Amphiktyonie von Kalaureia, ein Städtebund zwischen Athen, Ägina, Epidauros, Hermione, Nauplia, das boiotische Orchomenos und  Prasiai, gegründet.
Um 520 v. Chr. wurde der spätarchaische Tempel mit Umfassungsmauer errichtet. Aus etwa der gleichen Zeit stammt das Propylaion E der Agora und die benachbarte Stoa D. Im 5. Jahrhundert v. Chr. zur klassischen Zeit wurden Stoa A und B und Ende des folgenden Jahrhunderts Stoa C und der dreieckige Anbau an Stoa D erbaut. Während die Stadt meist unter der Hegemonie von Tróizen stand, war Kalaureia ab 322 v. Chr. eine unabhängige Polis und prägte eigene Münzen. Die Münzen zeigten auf der Vorderseite den Kopf des Poseidon und auf der Rückseite seinen Sohn Triton und den Schriftzug ΚΑΛ oder ΚΑ für Kalaureia. 322 v. Chr. floh Demosthenes vor Antipatros nach Kalaureia und begab sich ins Poseidonheiligtum, das Flüchtlingen und Schiffbrüchigen Asyl gewährte. Er nahm sich jedoch das Leben, um der Ergreifung durch Archias, der offenbar das Asyl missachtete, zu entgehen. Er soll an der Umfassungsmauer des Tempels bestattet worden und noch später von den Kalauriern geehrt worden sein.
Gebäude F, das sogenannte Buleuterion stammt aus der hellenistischen Zeit. In dieser Periode wurden auch Gebäude G und Haus I errichtet. Um 150 v. Chr. verfiel Stoa A und erst in römischer Zeit wurden Gebäude innerhalb der Stoa gebaut. Auch Haus I wurde wieder errichtet. Während des Dritten Mithridatischen Kriegs wurde das Heiligtum durch kilikische Seeräuber geplündert. Im 2. Jahrhundert n. Chr. wurde vermutlich das Heiligtum aufgegeben. Die Stadt, die etwa bis ins 6. oder 7. Jahrhundert bestand, wurde 396 von den Goten geplündert und zerstört.

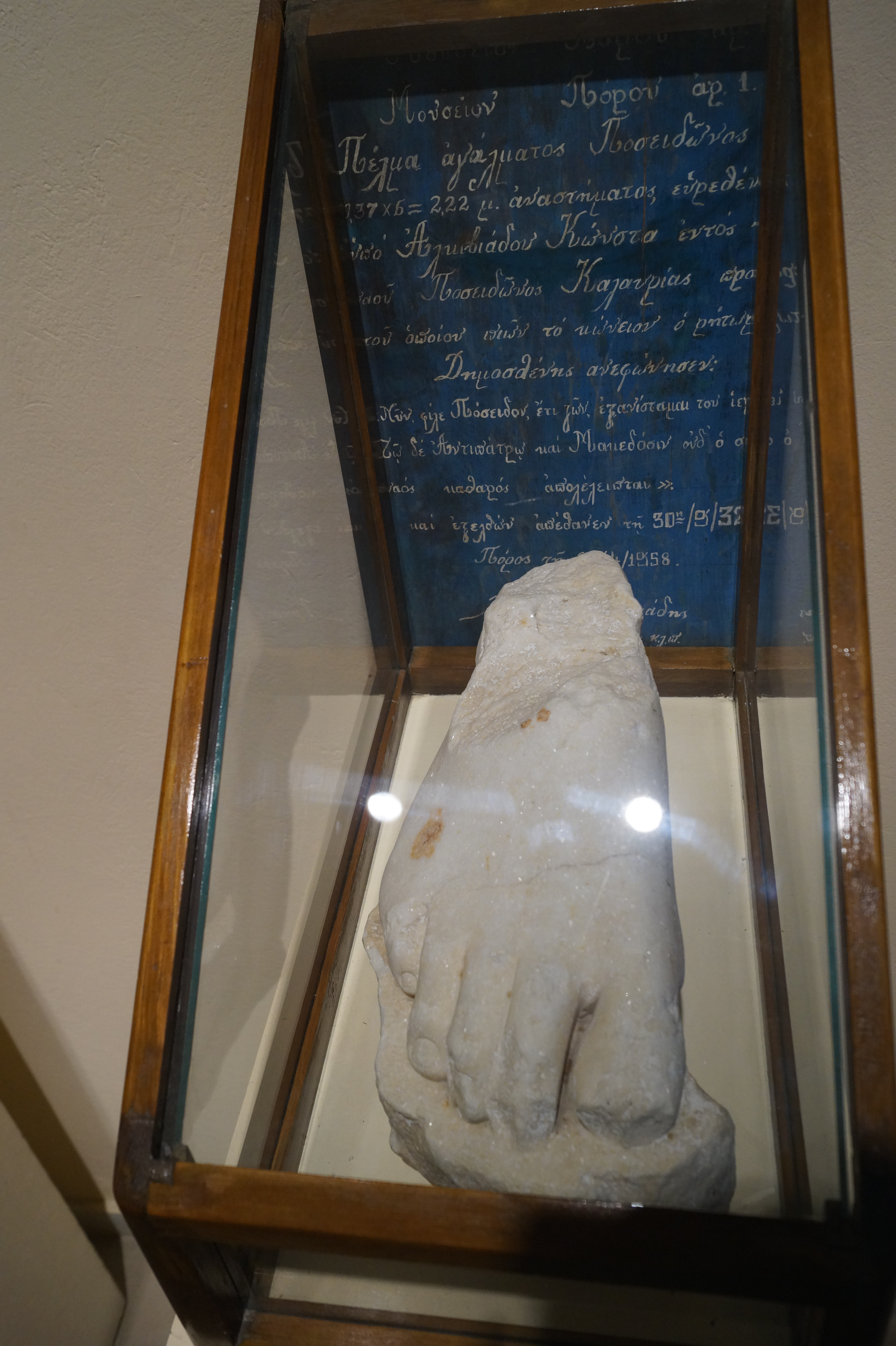
Der 1956 entdeckte römische Fuß

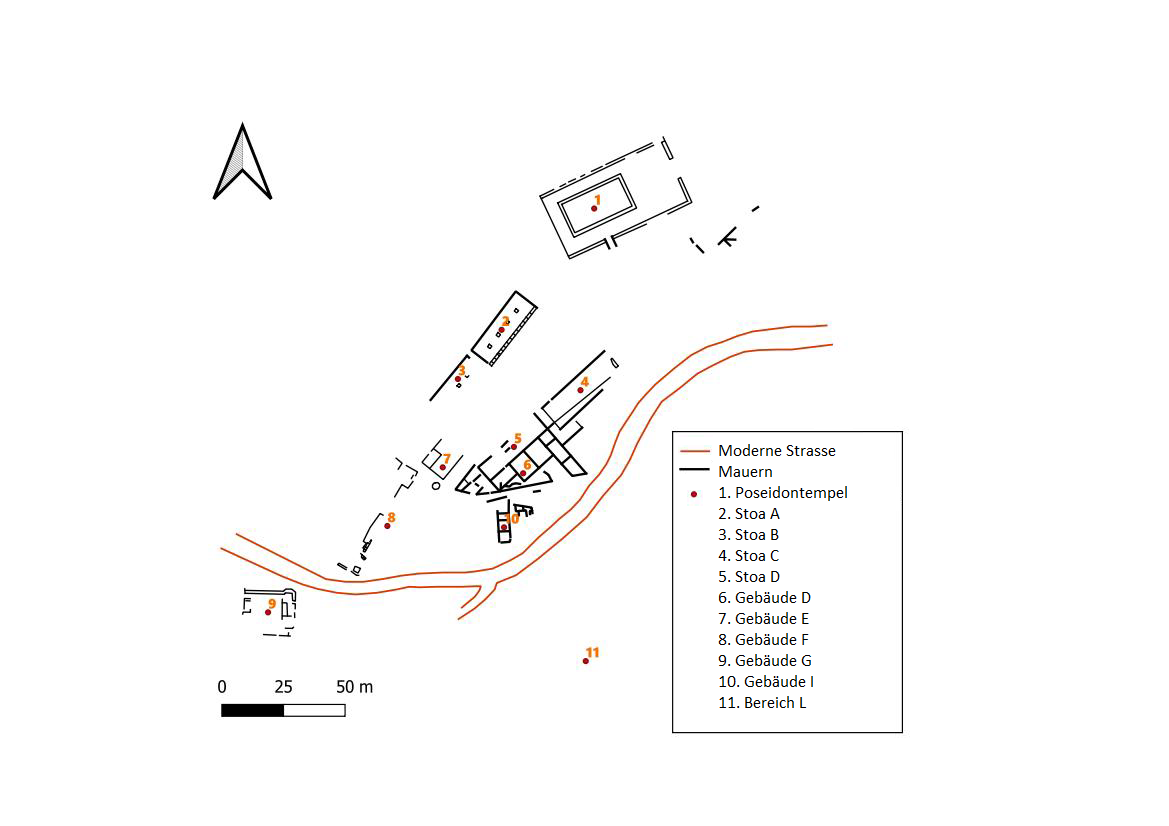
Plan der Ausgrabungsstätte

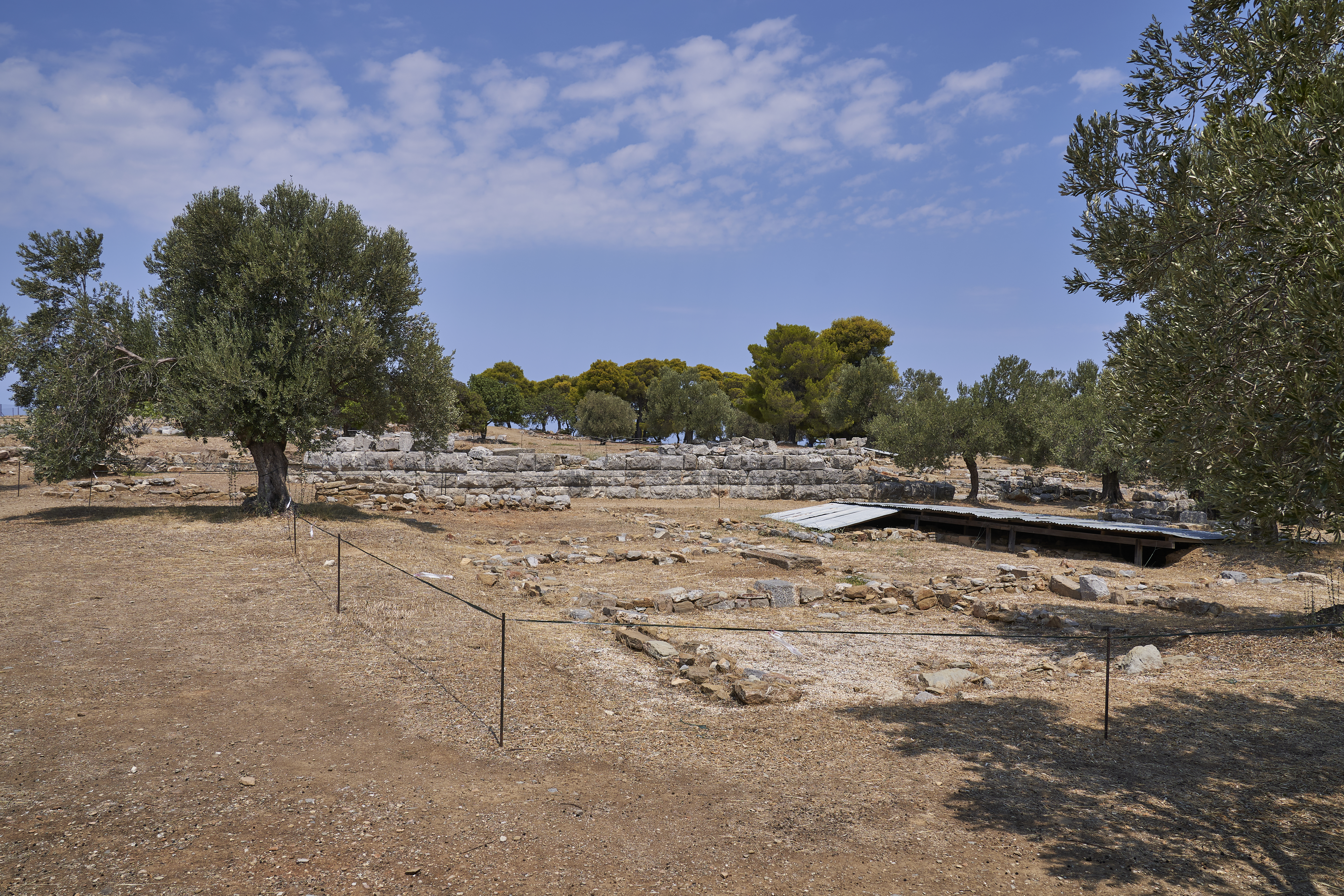
Gebäude I

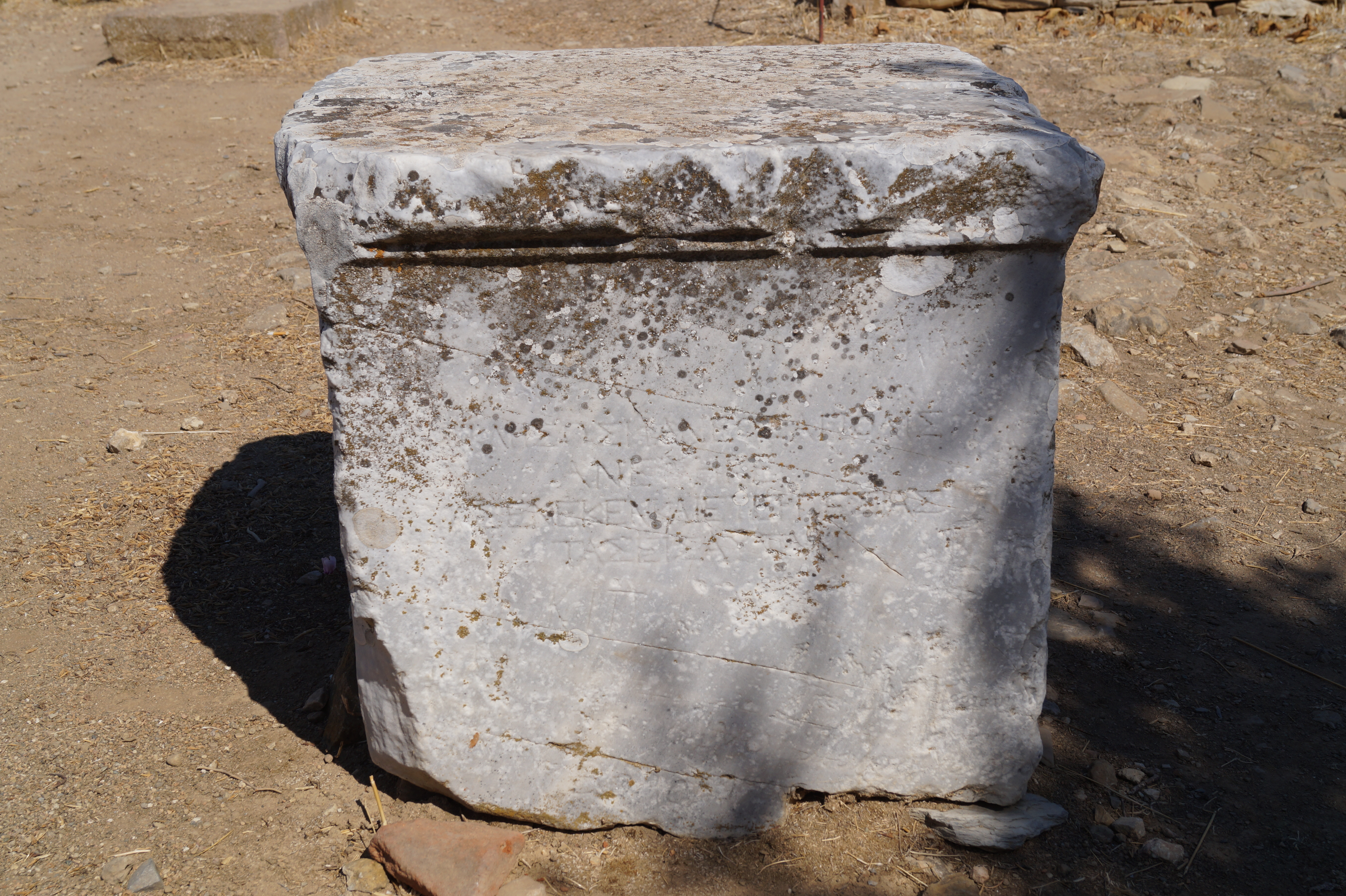
In Stoa F aufgefundene Statuenbase mit Inschrift IG IV 846

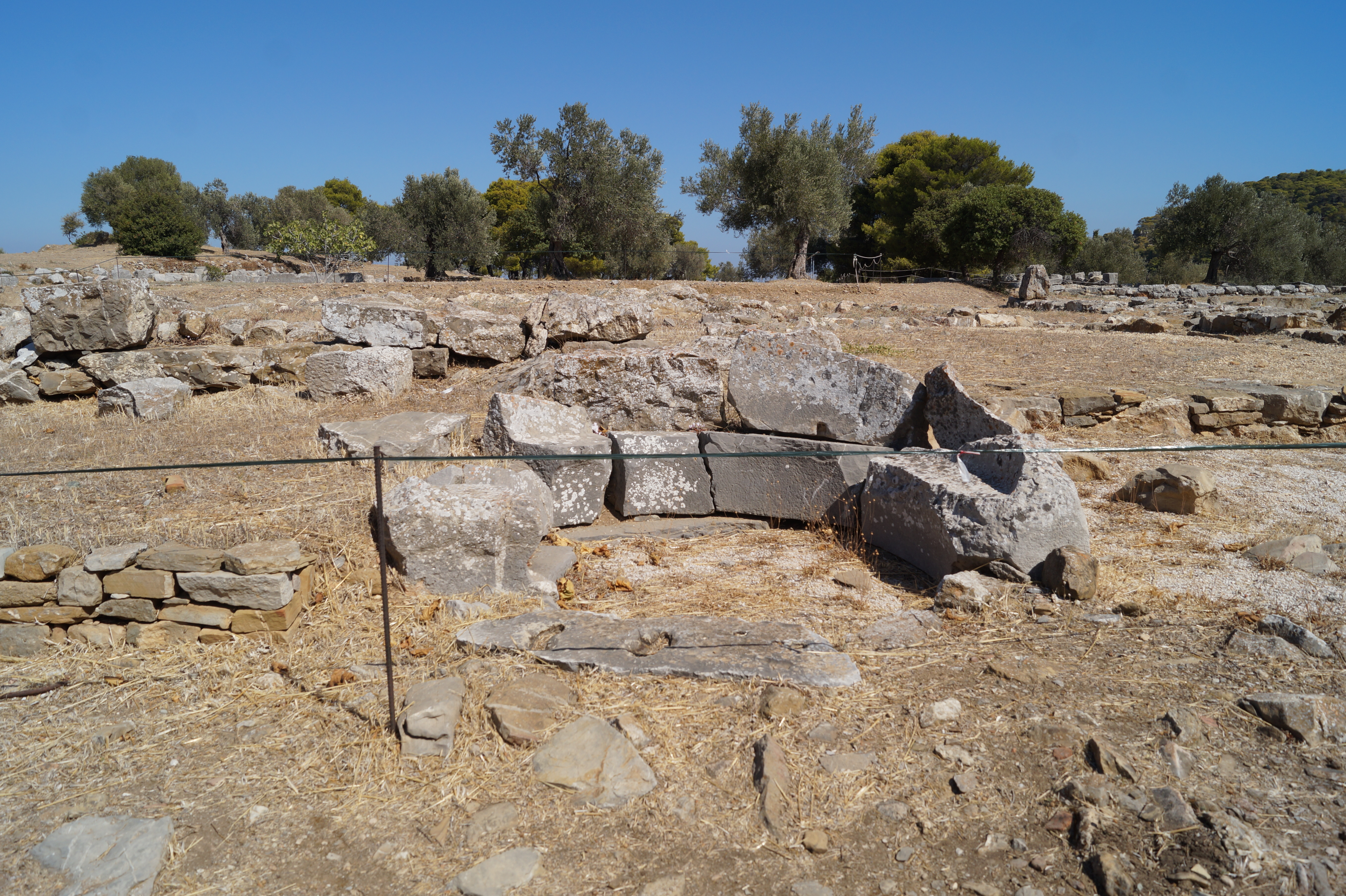
Exedra vor Gebäude E

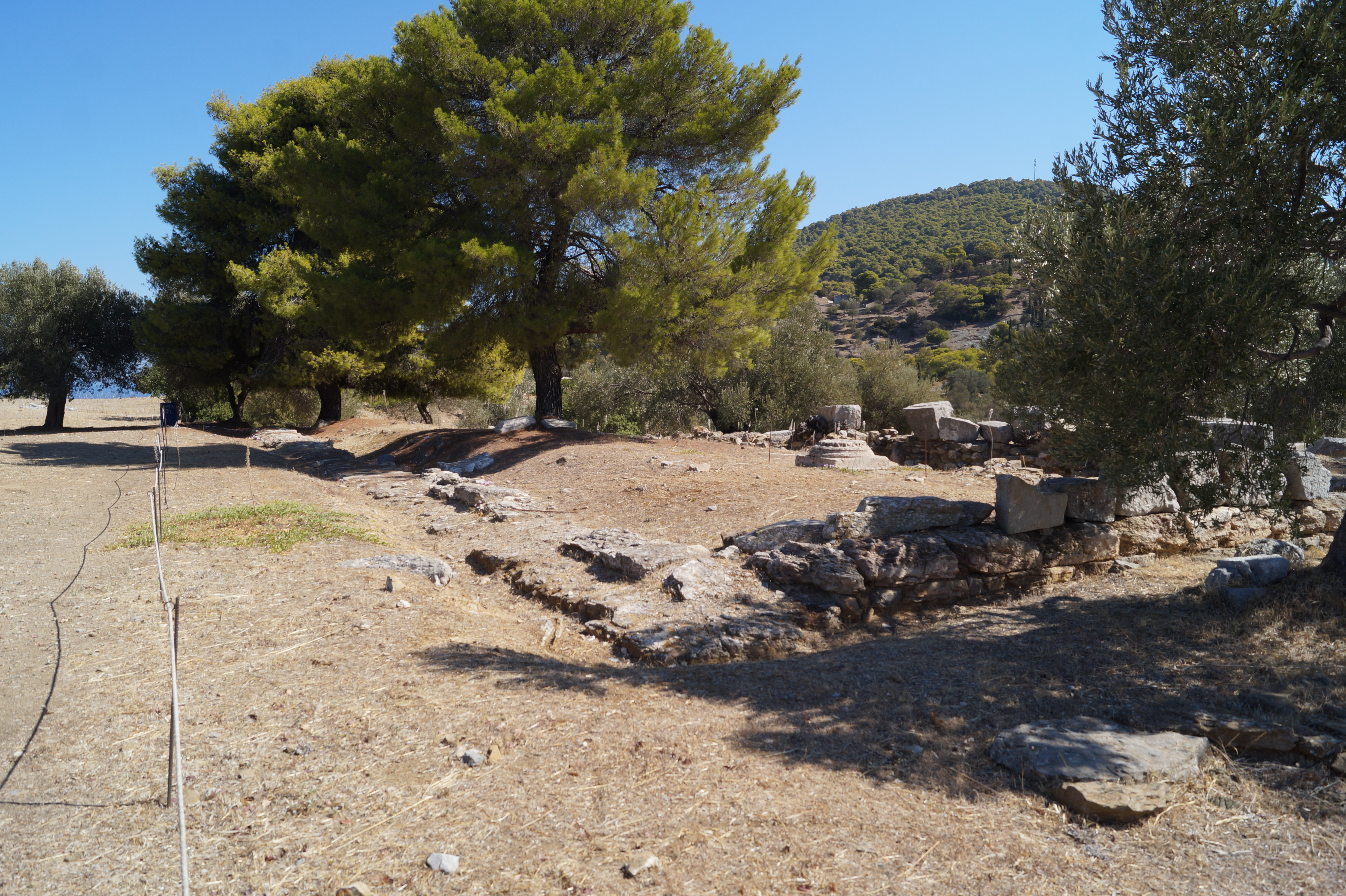
Stoa C

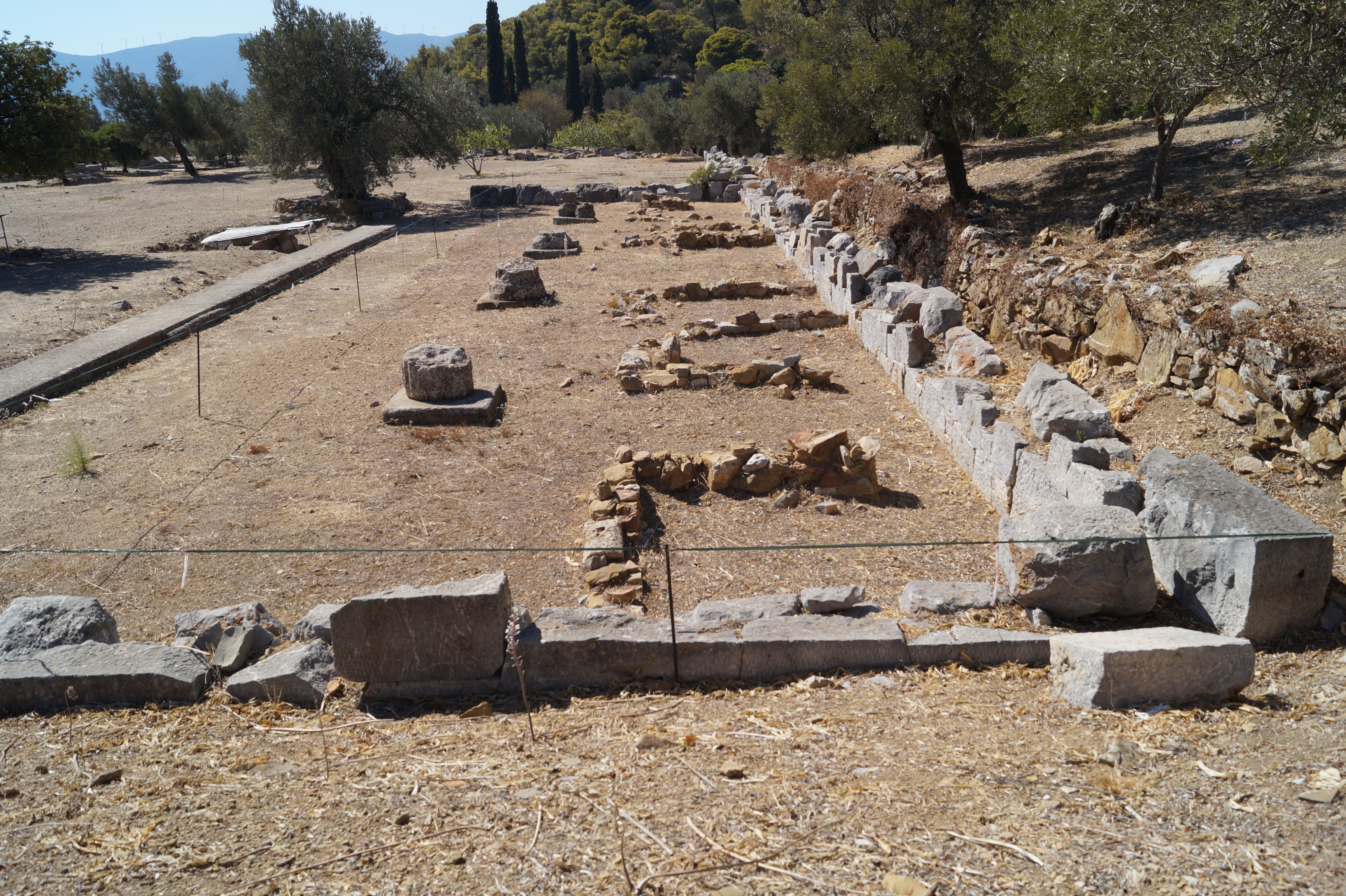
Stoa A

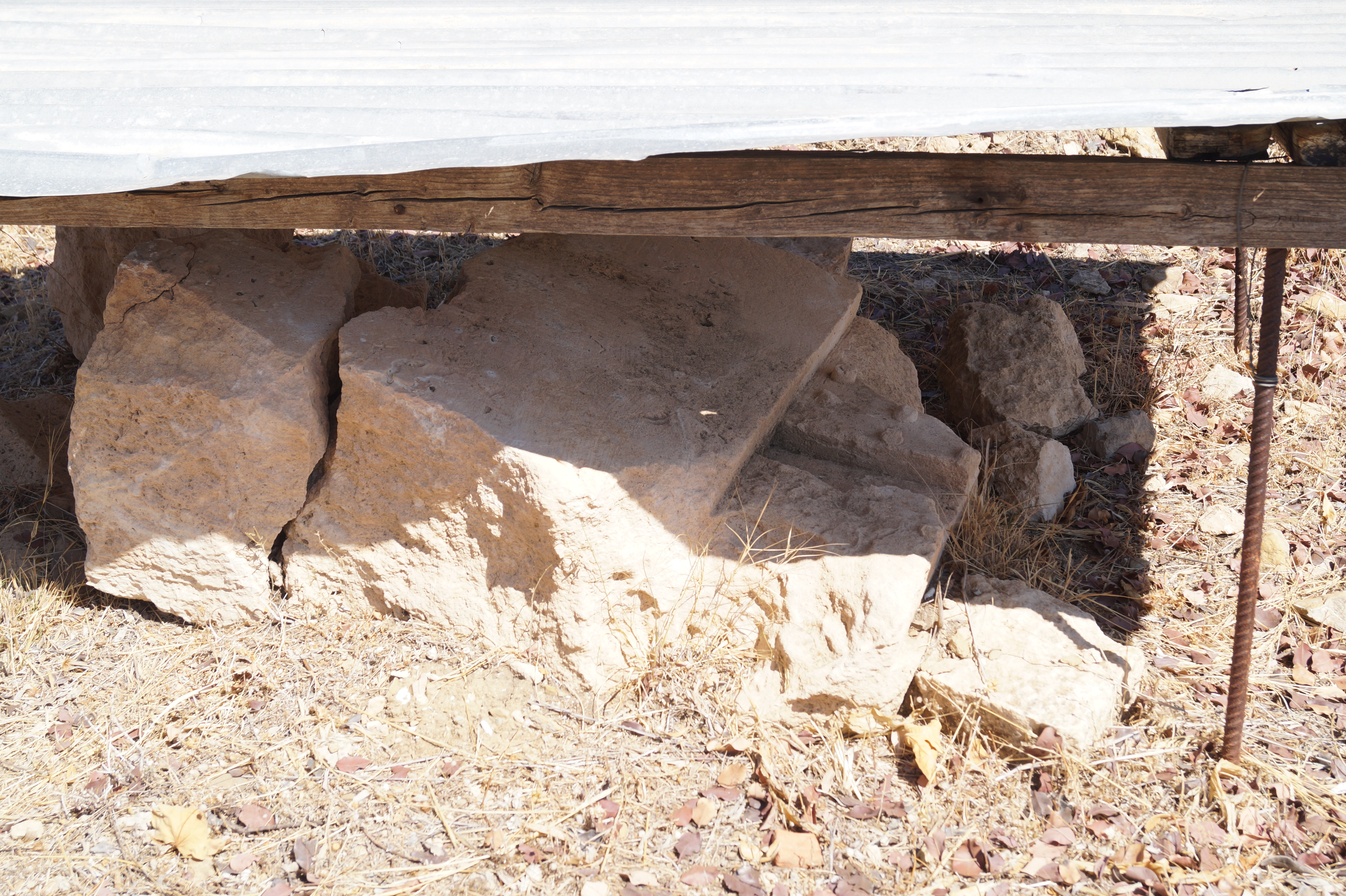
Geison der Stoa A

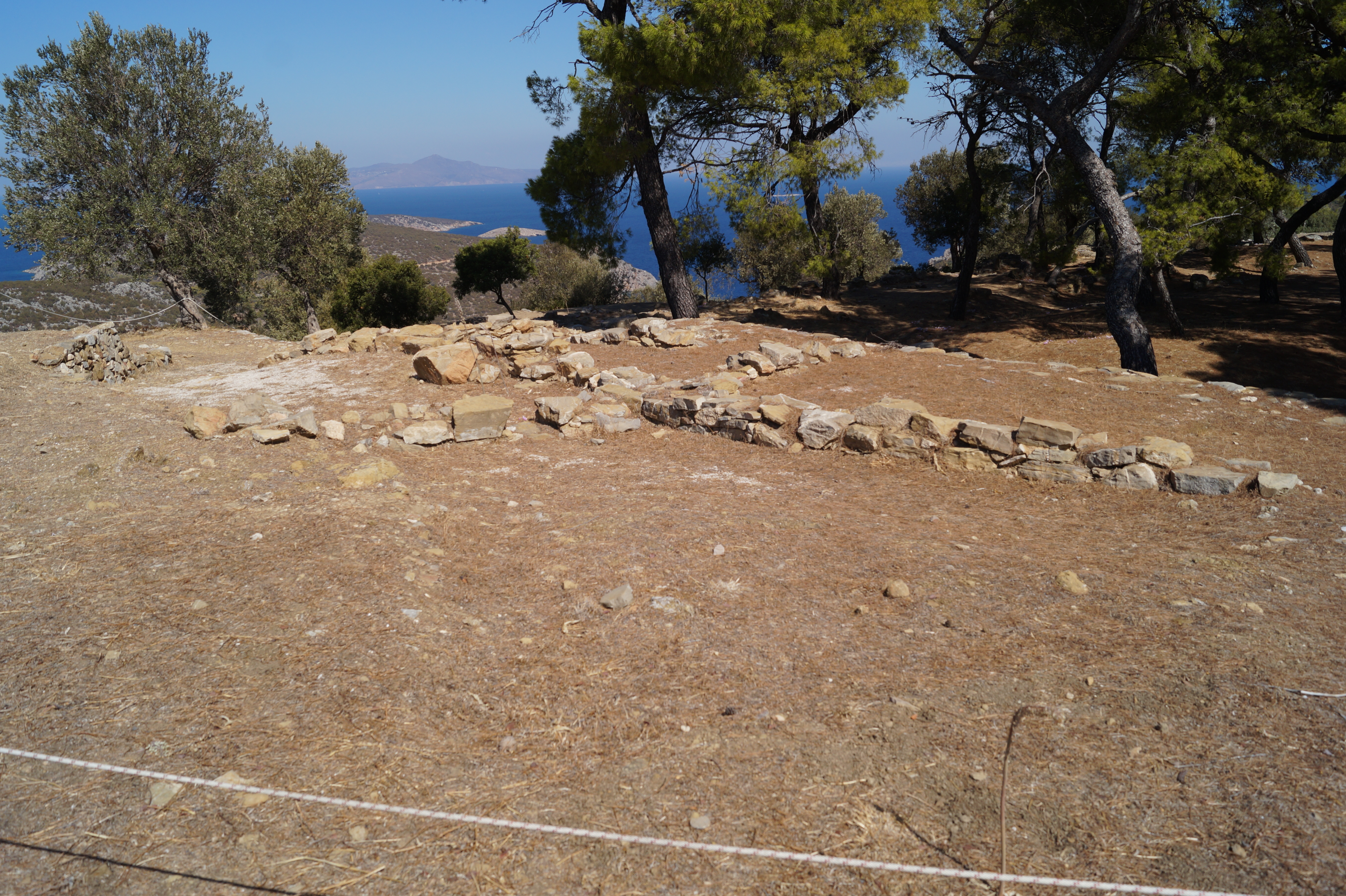
Grundmauern der mykenischen Siedlung

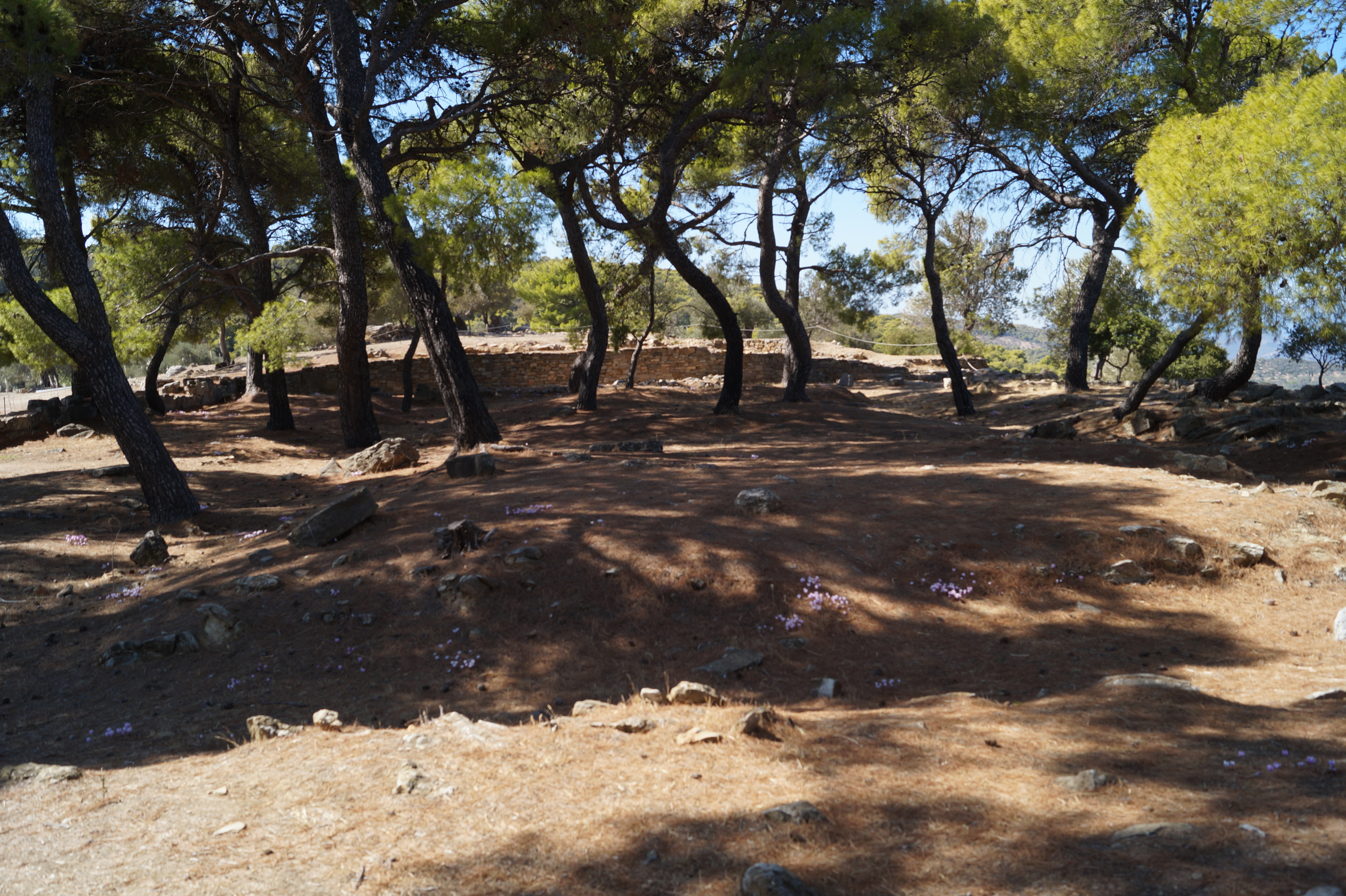
Hier stand einst der antike Tempel

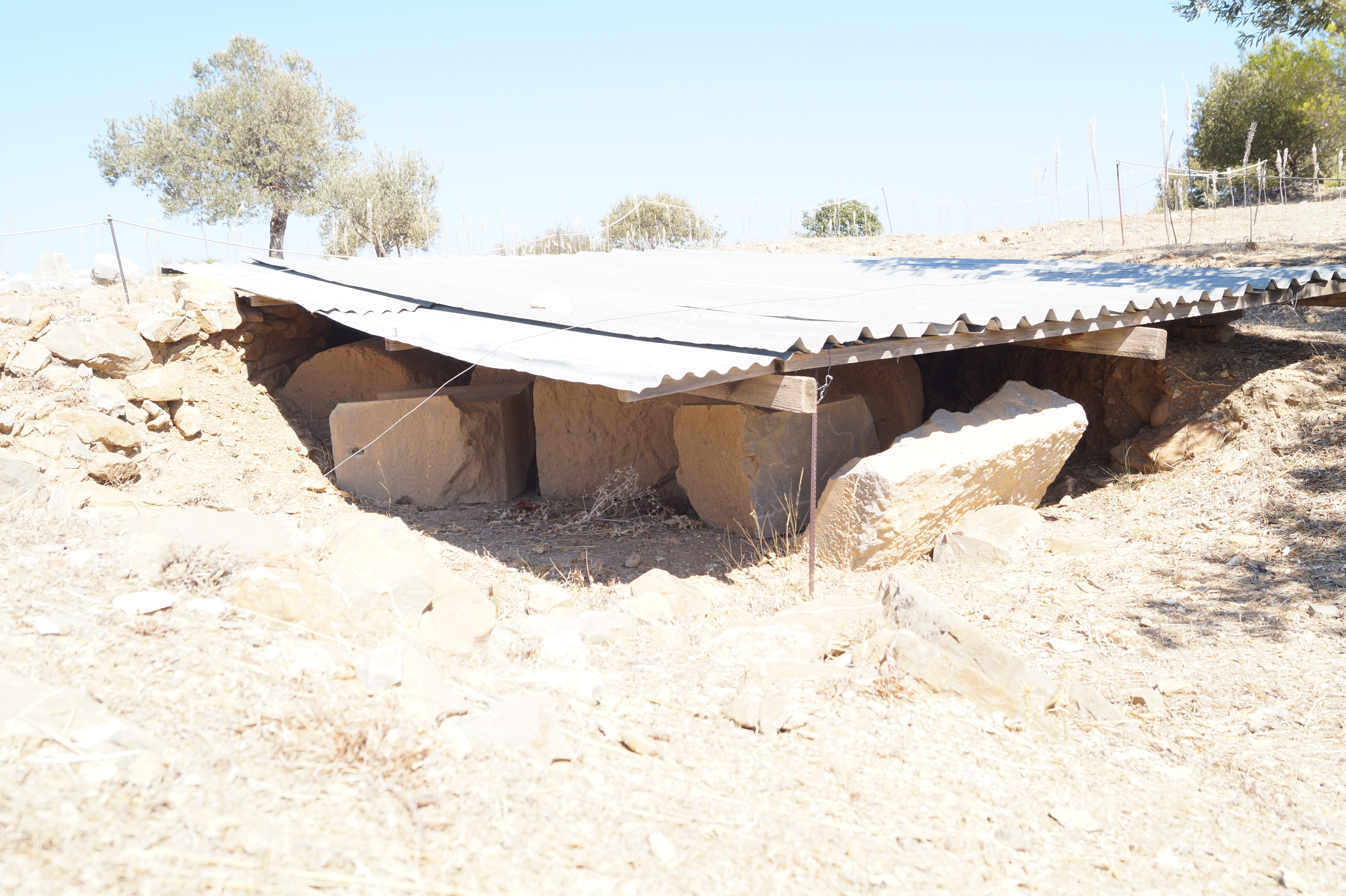
Die drei Säulentrommeln der unfertigen Votivsäule und andere Architekturteile

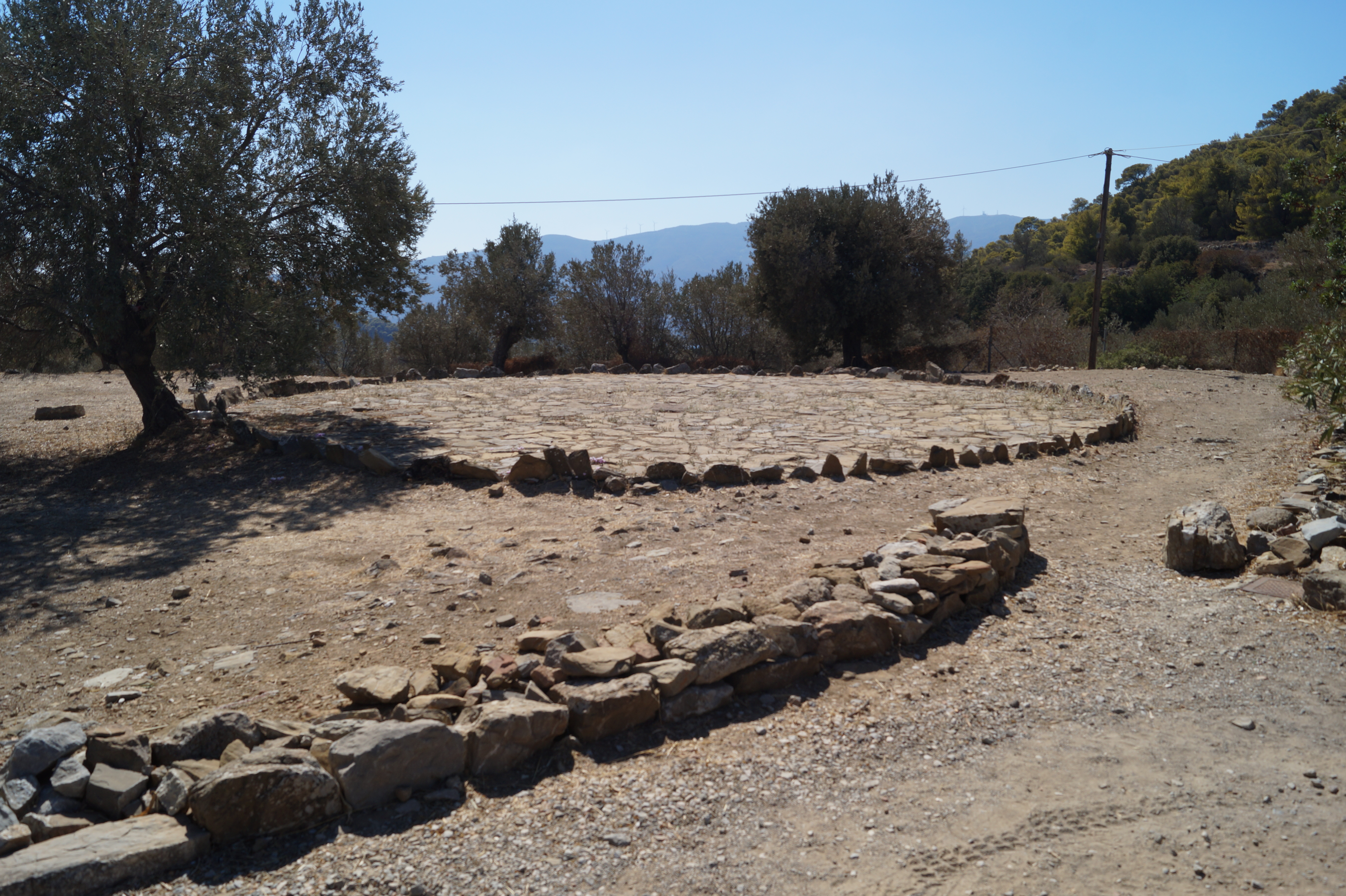
Tenne außerhalb des Grabungsgeländes

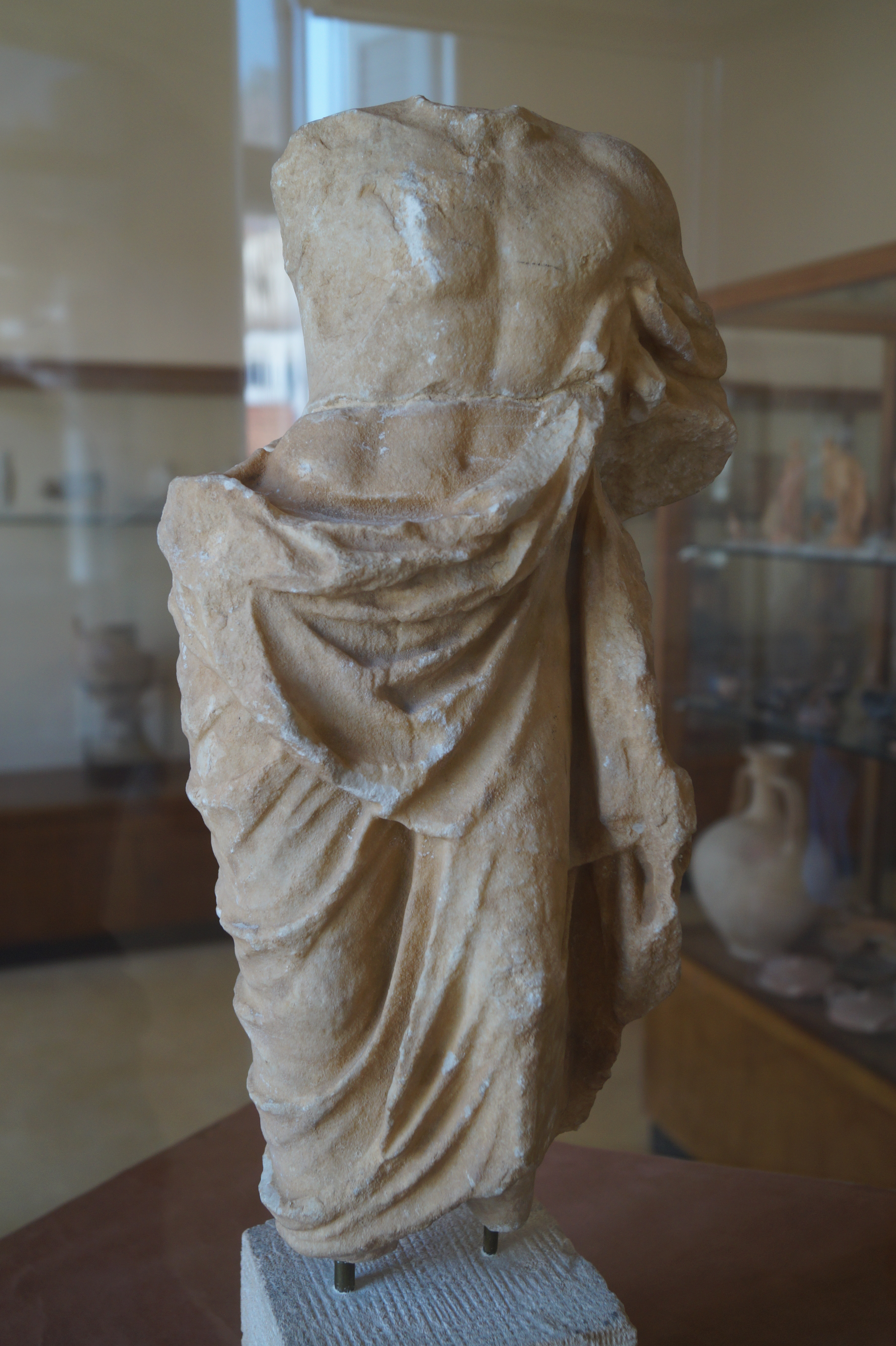
Asklepiosstatue aus Gebäude G

## Erforschung
Richard Chandler kam 1786 nach Kalavria. Er berichtete, dass der Tempel nur noch aus einem Schutthaufen bestand, da Handwerker die Steine abgebaut hatten und als Baumaterial für den Bau von Häusern in Hydra verwendet hatten. Die letzten verbliebenen Steine waren nun zum Bau eines Klosters auf Hydra bestimmt. Im 19. Jahrhundert besuchten viele Reisende den Tempel wie 1805 der englische Archäologe William Martin Leake und im Mai 1841 Ludwig Ross.
Vom 11. Juni bis 19. August 1894 führten die schwedischen Archäologen Sam Wide und Lennart Kjellberg erste Ausgrabungen durch. Sie legten den größten des heute bekannten Teils der archäologischen Stätte frei. 1938 vermaß Gabriel Welter die ausgegrabenen Gebäude neu. 1956 entdeckte ein Junge auf dem Gelände des Heiligtums den rechten Fuß einer überlebensgroßen Marmorstatue aus römischer Zeit, vermutlich stammte er von einer Kolossalstatue eines römischen Kaisers. Sie wurde von seinem Lehrer Chr. Fourniades nach Poros-Stadt geschafft und bildete das erste Ausstellungsstück seiner archäologischen Sammlung. Der Griechische Archäologische Service führte 1979 begrenzte Ausgrabungen durch. 1997 nahm das Schwedische Institut in Athen unter Leitung von Berit Wells die Grabungen wieder auf. Ab 2009 übernahm Arto Penttinen die Leitung. Die Hauptforschungsprojekte waren das Kalaureia Excavation Project (2003–2005) und The Sea, the City and the God (2007–2012). Ab 2015 wurde auch 200 m südwestlich des Heiligtums gegraben. Die Funde befinden sich im Archäologischen Museum von Poros.

## Beschreibung

### Gebäude I
Wenn man das Ausgrabungsgelände betritt, so liegt gleich zur Linken das Gebäude I. Hierbei handelt es sich um einen großen privaten Gebäudekomplex, der von der klassischen (5. Jahrhundert v. Chr.) bis in die römische Zeit (2. Jahrhundert n. Chr.) bewohnt war. Es wurden mindestens vier Bauphasen nachgewiesen. Um 150 v. Chr. wurde ein großes, zweistöckiges Wohnhaus mit Innenhof, der an drei Seiten von Räumen und im Osten von einer Mauer umgeben war, gebaut. Anhand der Funde vermutet man, dass es sich bei dem zentralen Raum im Westen um ein Andron handelte. Mitte des 1. Jahrhunderts v. Chr. wurde das Haus zerstört. In römischer Zeit wurde das Haus mit einem etwas anderen Grundriss wiedererrichtet. Es diente wohl nun nicht mehr ausschließlich als Wohnhaus, sondern wahrscheinlich auch zur Verpflegung der Pilger, die das Heiligtum besuchten. Das Andron wurde durch eine Mauer in zwei Räume geteilt und ein Herd an der westlichen Außenmauer installiert. Einige Räume wurden zum Lagern von Lebensmitteln genutzt. Hinweise auf die Herkunft der Besucher geben die aufgefundenen Münzen. So entdeckte man Münzen aus Aigina, Hermione, Sikyon und aus der Römischen Kaiserzeit. Eine Münze des byzantinischen Kaisers Konstans II. stammt jedoch aus einer Zeit, als das Gebäude schon ein halbes Jahrtausend endgültig aufgegeben worden war.

### Bouleuterion
Wenn man sich nun ganz in den Westen des Ausgrabungsgeländes begibt, kommt man an einer Gedenktafel unter einem Baum für die schwedische Archäologin Berit Wells vorbei. Im Westen steht ein kleines rechteckiges Gebäude von etwa 2 × 2 m. Es wurde aus antikem Baumaterial errichtet und war vermutlich ein Brunnenhaus. In hellenistischer Zeit stand hier eine große Stoa von der jedoch nur wenig Baureste erhalten sind. Der 48,20 m lange Bau aus dem 3. Jahrhundert v. Chr. erstreckte sich von Südwesten nach Nordosten mit der Front nach Südosten. Er bestand aus einer 32 m langen Doppelstoa, die 10 m breit war. Sie wurde auf beiden Seiten von 8,20 m breiten Anbauten, die 2,30 m paraskenienartig hervorsprangen, flankiert. Das Gebälk der Doppelstoa wurde von zwei Reihen zu je fünf Säulen getragen. Unter dem nördlichen Anbau fanden die Ausgräber eine kleine Zisterne und eine Wasserleitung aus Tonröhren. Vor dem Vorsprung lagen drei Statuenbasen. Die Ähnlichkeit mit einem Gebäude in Mantineia, das man für das Bouleuterion hielt, führte dazu, dass die Ausgräber diese Stoa ebenfalls als Bouleuterion bezeichneten.

### Propylaion
Die Straße vom Hafen führte von Westen vorbei an dem antiken Friedhof, der die Straße flankierte, ans südliche Ende des Bouleuterions, bog nach Nordosten ab und führte an dessen Front vorbei und erreichte nach weiteren 4 m den Torbau. Vor dem Propylaion befand sich eine Exedra aus blaugrauem Kalkstein. Der unsymmetrische Torbau war 17,90 m breit und 11,70 m tief. Der doppelantenförmige Durchgang mit zwei Säulen in antis war 5,30 m breit und befand sich im südlichen etwa 0,60 m hervorspringenden Teil des Bauwerks und hatte eine etwa 2 m breite Öffnung in der Mitte der Torwand. Der nördliche Teil des Gebäudes bestand aus einer kurzen Säulenhalle, die sich zur Agora öffnete und zwei dahinterliegenden Räumen. Das Propylaion diente vermutlich als Bouleuterion oder als Sitz der Amphiktyonie. Nördlich des Propylaions gibt es einen neuzeitlichen Brunnen.

### Agora
Nach heutiger Lesart handelt es sich bei der sogenannten Agora um einen Teil des Temenos des Heiligtums. Die eigentliche Agora von Kalaureia lag vermutlich in der Stadt, die sich weiter südlich erstreckte. Die trapezförmige Freifläche war etwa 65 m lang und erweitert sich vom Torbau von etwa 20 auf 30 m. Sie wurde im Südosten und Nordwesten von jeweils zwei Säulenhallen flankiert.
Die älteste Stoa D aus der archaischen Zeit (Ende 6. Jahrhundert v. Chr.) schloss südlich an den Torbau an. Sie war 32 m lang und hatte 11 Säulen. Ende 4. Jahrhundert v. Chr. wurde an die Rückwand der Halle der trapezförmige Komplex (Gebäude D), bestehend aus fünf Räumen und einem dahinterliegenden Hof, angebaut. Der große zentrale Raum hatte vermutlich in der Mitte eine Säule und an den Wänden standen wahrscheinlich Klinen. An der westlichen Wand war der Boden für ein Herdfeuer gepflastert. Die Außenmauer wurde aus großen Quadern aus blaugrauem Kalkstein in Bossenwerk errichtet. Der Hof konnte von Süden über eine Treppe erreicht werden. In einem östlichen Raum gab es einen Altar, auf dem für ein unbekannter Gott geopfert wurde.
Ein weiterer Altar wurde westlich von Gebäude D entdeckt. Er wurde bereits im 6. Jahrhundert v. Chr. errichtet und blieb bis ins 2. Jahrhundert v. Chr. in Gebrauch. In der ersten Hälfte des 2. Jahrhunderts v. Chr. wurde südlich des Altars ein kleiner dreieckiger Bereich mit einer Umfassungsmauer umgeben. Hier fand man zahlreiche Tonscherben, Säugetierknochen und Fischgräten von Opferzeremonien.
Etwa 3,50 m nordöstlich von Stoa D schloss sich Stoa C mit doppelter Säulenstellung an. Sie war etwa 30,50 m lang und 10,50 m tief. Die innere Säulenstellung bestand aus fünf ionischen und die äußere aus 11 dorischen Säulen aus Poroskalkstein. Die Außenmauer war im Polygonalstil erbaut. Anhand der Architekturfragmente lässt sich der Bau ins letzte Quartal des 4. Jahrhunderts v. Chr. datieren. So erinnern die ionischen Kapitelle an das Philippeion in Olympia, das 338 v. Chr. erbaut wurde. Sie zeigen jedoch schon vierseitige Volutenbildung und sind deshalb später entstanden. Auf ein späteres Datum deuten auch die ionischen Säulenbasen und die dorischen Kapitelle, die nicht so ausladend sind. Die Mutuli hatten drei Reihen zu je sechs Guttae. Wahrscheinlich war Stoa C das Verwaltungsgebäude des Heiligtums. Eine im Innern gefundene Inschrift berichtet von einer Land- und Geldschenkung und wie die Zuwendung genutzt wurde.
Nordwestlich gegenüber von Stoa C befand sich Stoa A, eine der ältesten Doppelstoen Griechenlands. Sie war 30,15 m lang und 11,00 m tief. Auch hier waren die Außenwände in Polygonalmauerwerk aus blaugrauem Kalkstein ausgeführt, jedoch viel sorgfältiger mit scharf geschnittenen Fugen ausgeführt. Die Oberfläche war gepickt. Sie ähnelt der themistokleischen Stadtmauer Athens aus dem 5. Jahrhundert v. Chr. Die einzelnen Fundamente aus Trachyt für die inneren vier ionischen Säulen sind noch erhalten. Ablauf, Ringwulst und die rechteckigen Plinthen der Säulen waren sehr einfach gearbeitet. Die 16 äußeren dorischen Säulen standen auf dem Stylobat aus Trachyt. Ihre Kapitelle erinnern an das Parthenon. Säulen und Gebälk waren aus Poroskalkstein hergestellt. Auch hier hatten die Mutuli drei Reihen zu je sechs Guttae. Die Stoa A diente offiziellen Zwecken. Nachdem um 150 v. Chr. das Dach eingestürzt war, blieb sie zunächst ungenutzt. In römischer Zeit wurden mehrere kleine Räume an die Stoarückwand gebaut, die kommerziellen Zwecken dienten und mindestens bis ins 2. Jahrhundert n. Chr. genutzt wurden, wie eine Münze aus hadrianischer Zeit belegt. In Steine des Stylobats wurden verschiedene Motive geritzt. So wurde in den siebten Stein von Osten schon in der Antike ein Spielbrett mit 10 × 10 Felder geritzt. Aus der Neuzeit stammen die Initialen auf dem zehnten Stein und der Anker mit Initialen und Jahreszahl auf dem zwölften Stein von Osten.
Der Erhaltungszustand von Doppelstoa B ist sehr schlecht. Sie schloss sich nach einem Zwischenraum von 3,30 m im Südwesten an Stoa B an. Sie war wahrscheinlich mit Stoa A identisch mit Polygonalmauerwerk an drei Seiten. Zwei Stylobate der inneren Säulenreihe sind noch erhalten. Der Zwischenraum zwischen Stoa A und B wurde später mit Porosplatten gepflastert.

### Mykenische Mauern
Etwa 20 m nördlich von Stoa A fand man auf einem Hügel unter einer runden Tenne die Grundmauern von kleinen Häusern aus mykenischer Zeit. Unter den Funden waren runde Goldbättchen, Konuli aus Steatit, eine Reschef-Figur und eine Miniaturaxt aus Bronze.

### Tempelbezirk
Der Poseidontempel war von einer Peribolosmauer aus graublauem Kalkstein von 27,60 × 55,30 m umgeben. Heute gedeiht dort ein Pinienhain. Der Zugang erfolgte durch ein Propylaion in der Mitte der Ostmauer. Ein kleinerer Nebeneingang befand sich im Süden. Die Mauer hatte im Norden einen vierstufigen Unterbau, um den Höhenunterschied auszugleichen. Die Steine der etwa 1 m dicken Mauer waren in waagerechten Steinlagen verbaut, dazwischen gab es jedoch auch unregelmäßig geformte Steine und in der Südwestecke wurde teilweise in polygonalem Mauerwerk gearbeitet. Geländeunterschiede innerhalb des Temenos wurden mit Aufschüttung von Erde und Schutt ausgeglichen. In der Aufschüttung fand man mykenische, geometrische, protokorinthische und korinthische Tonscherben. Anhand dieser Funde lässt sich der Tempelbau ins 6. Jahrhundert v. Chr. datieren.
Der dorische Peripteros stand in einer Achse mit dem Propylaion mit 6 × 12 Säulen. Neben dem Fundament blieben nur wenige Architekturfragmente erhalten. Anhand der Triglyphen und Metopen rekonstruierten Wide und Kjellberg einen Tempelbau von 24,802 × 12,166 m, wobei sie von drei Metopen pro Achsweite ausgingen. Üblicherweise haben griechische Tempel zwei Metopen pro Achsweite, die Ausgräber verwiesen jedoch auf die entsprechenden Architekturfragmente. Den Sockel des Tempels schätzten sie auf 27 × 14,50 m. Die Fundamente der Peristasis waren aus Poros, die Cellamauer aus blaugrauem harten Kalkstein und der Fußboden aus Porosplatten errichtet. Säulen, Architrav und Gebälk bestanden auch aus Poros. Steinblöcke wurden mit Z-förmigen Eisenklammern, die mit Blei eingegossen wurden, verbunden. Die Mutuli hatten nur zwei Reihen zu je sechs Guttae. Die Stirnziegel waren aus braunem Ton mit roter Bemalung und erinnern am ehesten an das Schatzhaus der Megara in Olympia (530–510 v. Chr.). Das Sima war aus Marmor und war mit Palmetten bemalt. In der Nähe des Tempels fand man ein dorisches Kapitell mit weitausladender Echinus und mehrere Steinblöcke aus Trachyt. Aufgefundene ältere Dachziegel deuten darauf hin, dass es einen Vorgängerbau zu dem spätarchaischen Tempel gab. In späterer Zeit wurde ein 16,50 m langes und 3 m breites Gebäude innerhalb des Tempelbezirks an die westliche Außenmauer gebaut. In der Flucht der Cellamauer entdeckte man ein späteres Grab.
An der Südecke der Umfassungsmauer fand man die Basis für eine Reiterstatue. Südöstlich des Tempelbezirk in Bereich H entdeckte man 2007 und 2008 insgesamt vier Blöcke eines Sockels für eine Statuengruppe von Königin Arsinoë II. und Ptolemaios II. Die Inschrift besagt, dass die Statuengruppe von König Ptolemaios und Arsinóē Philádelphos von der Stadt Arsinoë des Peloponnes an Poseidon gewidmet wurde. Es ist die erste bisher bekannte Weihung dieser Stadt.
2007 entdeckte man im gleichen Bereich drei Trommeln einer Votivsäule, die unvollendet blieb. Die Säulentrommeln tragen Inschriften bestehend aus TV oder TI/ gefolgt von einer Zahl. Je nach Lesung wird die Anfertigung der Trommeln in die zweite Hälfte des 6. Jahrhunderts v. Chr. (TV) oder die zweite Hälfte des 5. Jahrhunderts v. Chr. ('TI/') gelegt. Die Zahl, die auf jeder Trommel angegeben ist, scheint die Position der Trommel innerhalb der Säule von unten nach oben anzugeben, da auch ihr Durchmesser mit zunehmender Zahl abnimmt. Der vorgesehene Durchmesser nach Fertigstellung kann nur geschätzt werden. Jari Pakkanen rekonstruiert die Säule mit einem unteren Durchmesser von 1,05 m und etwa 9 m Höhe. Sie sollte wahrscheinlich kanneliert werden und ein ionisches Kapitell und darauf möglicherweise eine Sphinx tragen.
| Trommel | Inschrift   | Trommel Nr. | Unterer Durchmesser | Oberer Durchmesser | Höhe          |
| ------- | ----------- | ----------- | ------------------- | ------------------ | ------------- |
| 1       | TV IIIIIIII | 8           | 0,972 m             | 0,940 m            | 0,672 m       |
| 2       | TV II       | 2           | 1,117 m             | 1,071 m            | 0,645–0,679 m |
| 3       | TV IIIIIII  | 7           | 1,001 m             | 0,972 m            | 0,663–0,667 m |

## Außerhalb des Ausgrabungsgeländes
Gegenüber dem Eingang zur Ausgrabungsstätte gibt es eine kreisrunde Tenne von etwa 12 m Durchmesser. Genau in der Mitte gibt es einen quadratischen Stein mit einer Bohrung. Hier wurde bis ins 19. Jahrhundert Getreide gedroschen.
Etwa 70 m westlich am Fuße des Profitis Ilias legte man 1894 das fast quadratische Gebäude G aus der ersten Hälfte des 3. Jahrhunderts v. Chr. frei. Es ist 21,10 m breit und 20,80 m tief. Man betritt das Gebäude von Osten durch ein Propylaion mit einer lichten Weite von 4,40 m. Es hat jeweils zwei Säulen in antis. Man betritt zunächst den Innenhof von 12 × 12 m. An der Nordwand des Innenhofes standen drei kleine Basen oder Altäre. Der Fußboden des Zimmers links neben dem Eingang wie auch des daneben liegenden kleinen Zimmers aus Kalkmörtel und kleinen Kieselsteinen ist gut erhalten. Der Eingang zu dem Zimmer, das dem Eingang direkt gegenüberlag, wurde an beiden Seiten von zwei Halbsäulen flankiert. Das Zimmer hatte eine umlaufende Bank. In dem Raum fand man eine Asklepiosstatue aus Pentelischem Marmor und eine römische Weihinschrift. Die Ausgräber vermuteten, dass es sich bei dem Raum um die Versammlungsstätte einer Kultgemeinschaft handeln könnte.
Etwa 50 m südwestlich des Eingangs zum Grabungsgelände deckte man in Bereich L Häuser von Kalaureia auf. In dem heute durch ein Dach geschützten Bereich fand man Baureste von der klassischen bis zur römischen Zeit. In einem Bereich fand man Kochgeschirr und feine Keramik. In der Nähe fand man viele große Pithoi und einen Stein einer Steinpresse. Der große Umfang des Komplexes und der Funde schließt eine private Nutzung aus und deutet auf eine kommunale Nutzung des Bereichs. Im späten 1. Jahrhundert v. Chr. oder 1. Jahrhundert n. Chr. wurden über den alten Mauern neue Gebäude errichtet.